# Dantumadiel
Dantumadiel (en néerlandais : Dantumadeel) est une commune néerlandaise de Frise. Son chef-lieu est Damwâld (Damwoude).

## Géographie
La commune s'étend sur 87,49 km2 dans le nord-est de la Frise.
|                   | Noardeast-Fryslân |                   |
| Tytsjerksteradiel | Dantumadiel       | Noardeast-Fryslân |
|                   | Tytsjerksteradiel | Achtkarspelen     |

## Histoire
Dantumadeel est cité pour la première fois dans une charte de 1242. Elle devient une commune en 1851 et depuis le 1er janvier 2009, son nom officiel est celui en frison.

## Politique et administration
La commune est dirigée par un conseil de dix-sept membres. Depuis 2017, le bourgmestre est Klaas Agricola.

## Démographie
Le 1er janvier 2018, la commune comptait 18 930 habitants.

## Galerie

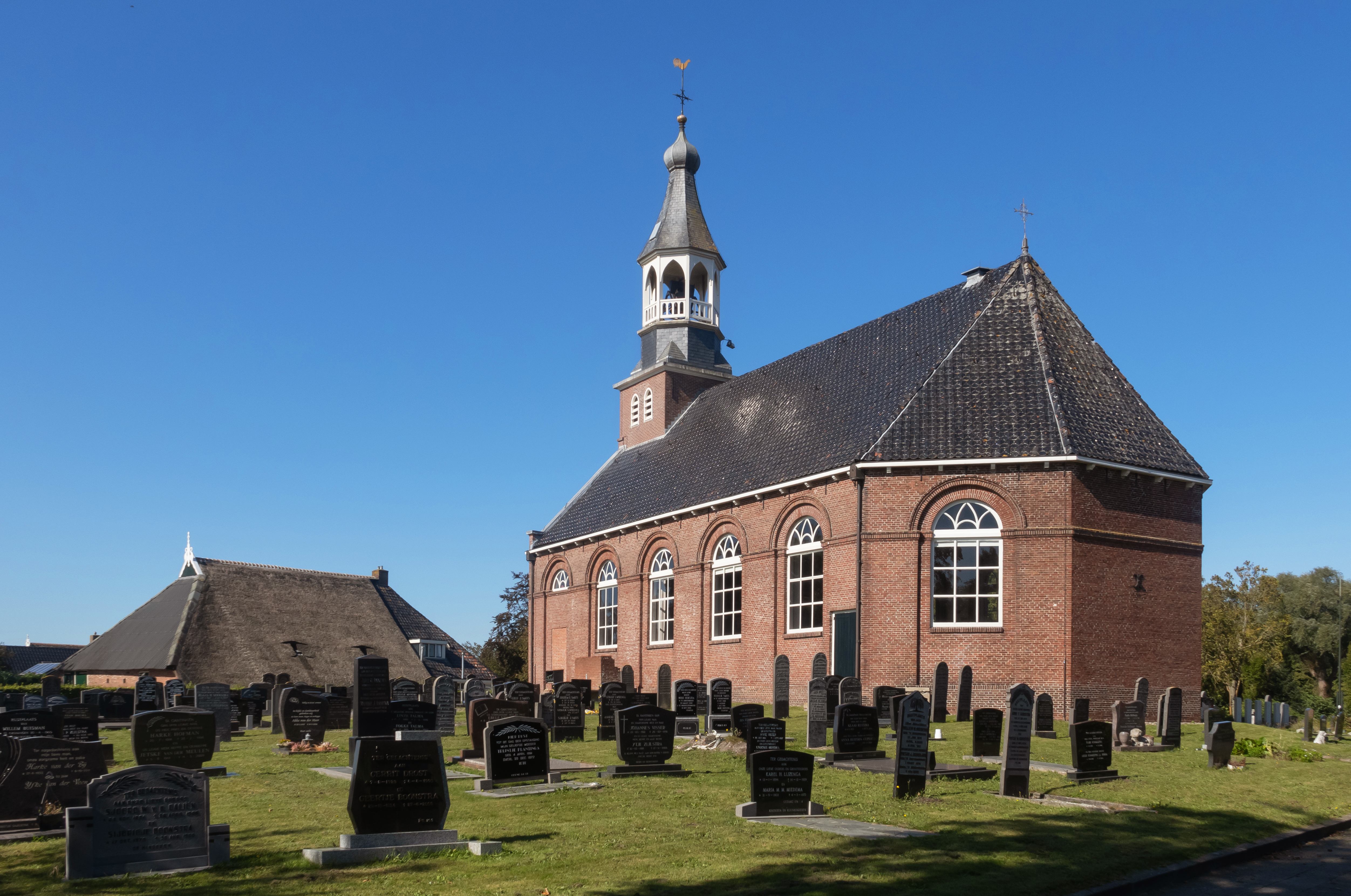
Damwoude, l'église d'Akkerwoude
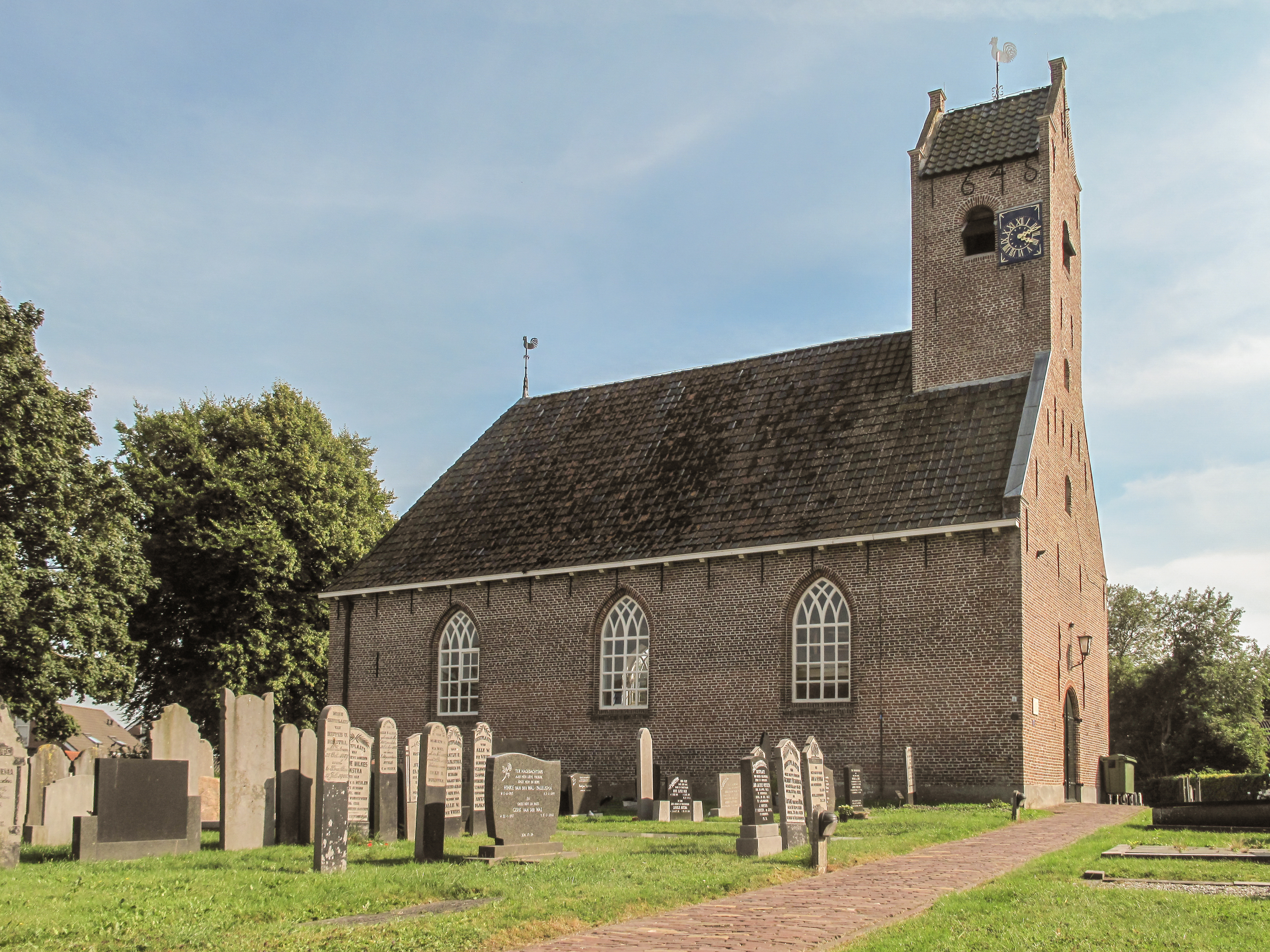
Veenwouden, l'église: de Johanneskerk
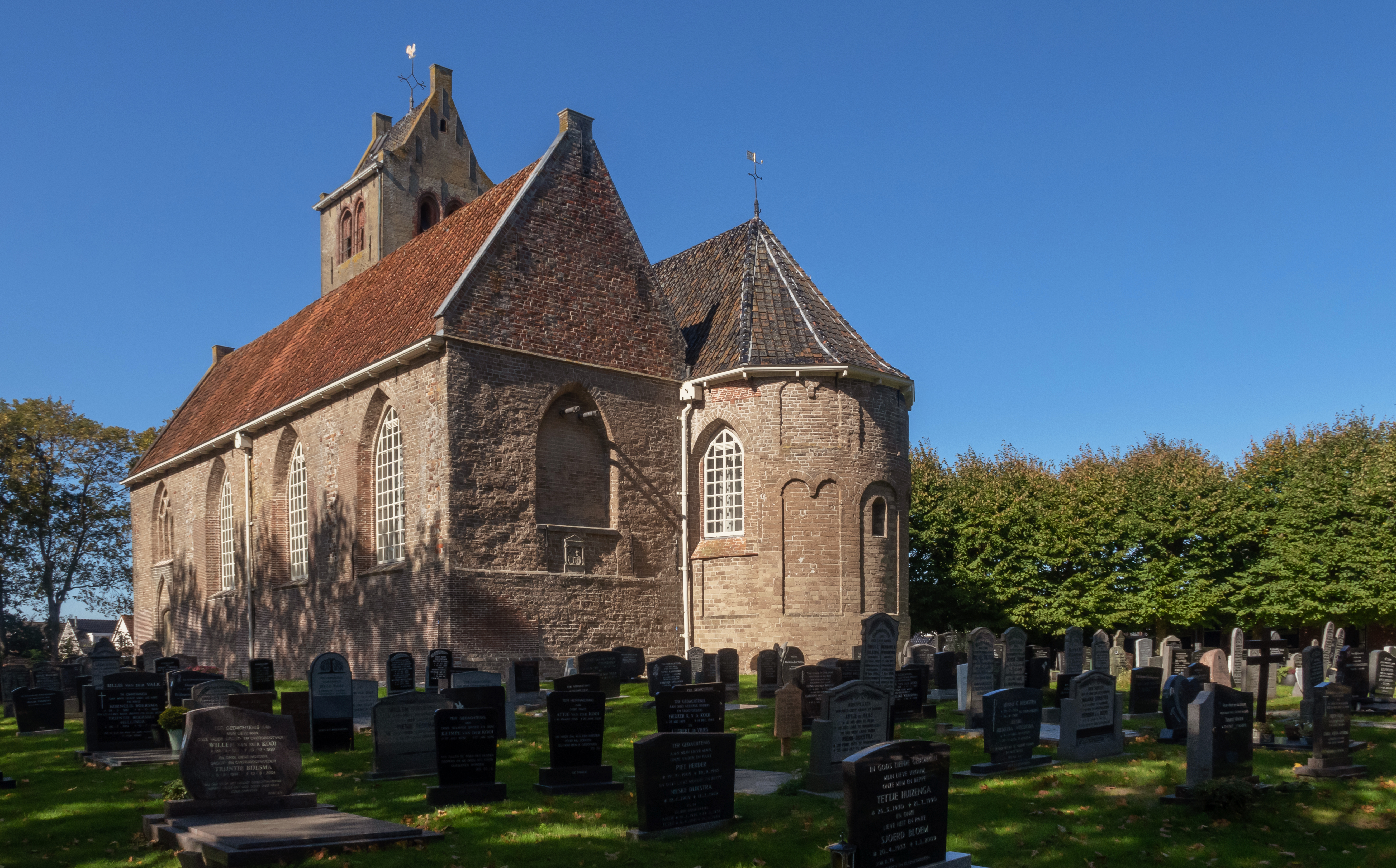
Rinsumageest, l'église: la Alexanderkerk